# تاتسویا شیجی
تاتسویا شیجی (به انگلیسی: Tatsuya Shiji) بازیکن فوتبال اهل ژاپن و عضو تیم ملی فوتبال ژاپن است که در تاریخ ۲۸ مه ۱۹۶۱ میلادی اولین بازی ملی‌اش را انجام داد. او در ۱ بازی ملی حضور داشت و آخرین بازی ملی خود را در تاریخ ۲۸ مه ۱۹۶۱ میلادی انجام داد. تاتسویا شیجی در بازی‌های ملی‌اش
۱ گل به ثمر رساند.